# Aurora Perrineau
Aurora Robinson Perrineau, född 23 september 1994 i New York, är en amerikansk skådespelerska och fotomodell. Hon är mest känd för att spela rollen som Shana Elmsford i live-actionversionen av den animerade TV-serien Jem and the Holograms (2015), Giselle Hammond i den Blumhouseproducerade filmen Truth or Dare (2018), Tanya i Netflixminiserien When They See Us (2019) och C i HBO-serien Westworld (2022).
Aurora Perrineau är dotter till skådespelaren Harold Perrineau och hans hustru, fotomodellen Brittany Perrineau. I november 2017 lämnade hon in en polisanmälan till sheriff- och polismyndigheten i Los Angeles County, där hon hade valt att anklaga den nästan arton år äldre manusförfattaren Murray Miller för att ha utsatt henne för sexuella övergrepp, under år 2012. I samma veva valde Girls-profilen Lena Dunham till en början att försvara Miller, som på den tiden var manusförfattare för den tidigare nämnda serien, men hon skulle senare komma att dra tillbaka sina uttalanden om honom. Senare den 10 augusti 2018 bestämde sig distriktsåklagaren i Los Angeles County för att inte väcka något åtal mot Miller, utan avböjde sig ganska snabbt från att ta hand om detta ärende.

## Filmografi (i urval)

### Filmer
- 2015 – Equals
- 2015 – Jem and the Holograms
- 2015 – Freaks of Nature
- 2016 – Passengers
- 2018 – Truth or Dare

### TV-serier
- 2011 – Pretty Little Liars (TV-serie)
- 2015 – Chasing Life (TV-serie)
- 2018 – Into the Dark (TV-serie) (även 2019)
- 2019 – When They See Us (TV-serie)
- 2019–2021 – Prodigal Son (TV-serie)
- 2022 – Westworld (TV-serie)
- 2024 – Kaos (TV-serie)